# 盐官县
盐官县，是三国吴至元朝所設立的县，由海鹽縣析地而置，唐朝時一度併入錢塘縣，後來復置。元朝時升為盐官州，今為浙江省海寧市。

## 歷史
鹽官縣之地於古代屬於揚州，周朝時初為越國禦兒鄉，戰國時屬楚國。秦始皇帝二十五年（前222年）建海鹽縣，屬會稽郡；西漢沿襲，由揚州隸。東漢顺帝永建四年（129年），由會稽郡分出吳郡，海鹽縣改屬後者。三國吳置鹽官縣，時間已不可考，亦為揚州吳郡所隸；晉、南朝宋、齊、梁沿襲。
陳永定二年（558年）改由揚州海寧郡隸，為郡治；禎明元年（587年）改由吳州錢塘郡隸。隋開皇九年（589年）由杭州直隸，大業三年（607年）改屬餘杭郡。唐武德四年（621年）由東武州隸。武德七年（624年）併入錢塘縣，地復屬杭州；貞觀四年（630年）復置，仍屬杭州；天寶元年（742年）復屬餘杭郡；至德二載（757年）復屬杭州。吳越、北宋沿唐制。南宋建炎三年（1129年）改由臨安府隸，大元至元十四年（1277年）改由杭州路隸。元貞元年（1295年）因戶口繁多而升為鹽官州。

## 析置史
鹽官縣的析置時間和方式眾說紛紜，未有定論。《嘉興府圖記》主張鹽官縣於吳黃武四年（225年）由由拳縣和海鹽縣析地而置；《浙江通志》主張黃武二年（223年）已析地置鹽官縣；《浙江地名簡志》從後者，惟又謂析置時間未有定論。《海鹽圖經》則主張鹽官縣於漢建安五年（200年）由海鹽縣析地而置，惟時稱海昌縣；《新浙江通志》則主張吳初置海昌都尉，後改鹽官縣。現代則有說法謂鹽官縣於建安八年（203年）建縣。